# 蔡芝
蔡芝（1480年—？年），字時馨，武功中衛匠籍，南直隶苏州府崑山縣人，明朝政治人物。

## 生平
治《詩經》，由順天府學生中式正德二年（1507年）丁卯科順天府鄉試第三名舉人，年二十九歲中式正德三年（1508年）戊辰科會試第二十名，第二甲第二十四名進士。正德六年（1511年）十二月由兵部署员外郎升为山东按察司佥事，十四年四月升本省副使。

## 家族
曾祖蔡普善。祖蔡遜。父蔡忠，義官。前母黄氏、宋氏，母张氏。具庆下，兄蘭、芳。